# Bobby Schilling

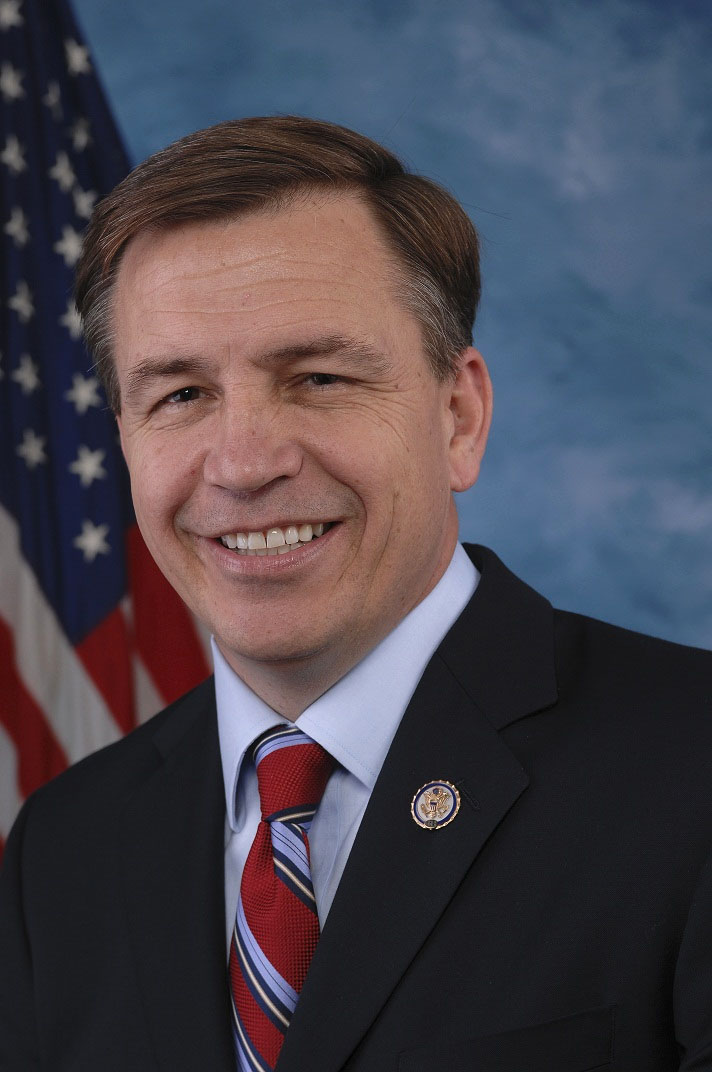
Bobby Schilling (2011)

Robert Todd „Bobby“ Schilling (* 23. Januar 1964 in Rock Island, Illinois; † 6. April 2021 in Le Claire, Iowa) war ein amerikanischer Politiker der Republikanischen Partei. Von 2011 bis 2013 vertrat er den 17. Kongresswahlbezirk von Illinois im US-Repräsentantenhaus.

## Familie, Ausbildung und Beruf
Bobby Schilling besuchte bis 1982 die Alleman Catholic High School in Rock Island und danach das Black Hawk College in Moline. Von 1983 bis 1987 arbeitete er zunächst für die Firma Container Corporation of America und dann bei einer Versicherungsfirma (Prudential Insurance Company, 1987 bis 1995). Im Jahr 1996 eröffnete er zusammen mit seiner Frau ein Pizza-Restaurant in Moline, das noch heute der Familie gehört. Er ist Direktor des CMB Regional Center für Regierungs- und Gesetzgebungsangelegenheiten.
Mit seiner Frau Christie hat der Katholik Schilling zehn Kinder. Privat lebte die Familie in Colona, zog aber 2017 – laut Eigenangabe aus steuerlichen Gründen – ins benachbarte östliche Iowa.
Bobby Schilling starb im April 2021 im Alter von 57 Jahren an Krebs.

## Politische Laufbahn
Politisch stand Schilling ursprünglich der Demokratischen Partei und den Gewerkschaften in den Vereinigten Staaten nahe; von 1983 bis 1987 gehörte er der United Paperworkers International Union an, 1987 bis 1995 war er Schatzmeister der United Food and Commercial Workers Union. Seine Ansichten wurden immer konservativer; er wurde Mitglied der Republikanischen Partei sowie später der rechtslibertären Tea-Party-Bewegung. Im Kongress zeigte Schilling allerdings gemessen an seinen Parteifreunden ein eher moderates Abstimmungsverhalten.
Bei der Wahl 2010 wurde Schilling im 17. Kongresswahlbezirk von Illinois in das US-Repräsentantenhaus in Washington, D.C. gewählt, wo er am 3. Januar 2011 die Nachfolge des ihm zuvor unterlegenen Demokraten Phil Hare antrat. Im Wahlkampf hatte er sich wie die damals populäre Tea-Party-Bewegung gegen das Washingtoner Establishment gestellt und seine Rolle als Außenseiter betont. Er war einer von 87 neugewählten Republikanern nach dieser Wave election, bei der die Demokraten ihre komfortable Mehrheit an die Republikaner verloren. In etwa 90 Prozent der Fälle stimmte Schilling im Repräsentantenhaus mit seiner Parteiführung, votierte aber beispielsweise zunächst gegen die Verlängerung des sicherheitspolitischen USA PATRIOT Act und für Belange der Arbeiterschaft, die in seinem Wahlkreis einen hohen Bevölkerungsanteil stellen. Zur Wahl 2012 distanzierte er sich von der Tea Party und bezeichnete sich als Mann der Mitte. Er unterlag mit 47 zu 53 Prozent der Stimmen der Demokratin Cheri Bustos, die ihn am 3. Januar 2013 im Kongress ablöste. Er war dort Mitglied im Landwirtschaftsausschuss, im Streitkräfteausschuss und im Committee on Small Business sowie in vier Unterausschüssen.
Bei der Wahl 2014 trat Schilling wieder für seinen früheren Sitz gegen Bustos an, unterlag aber mit 44,5 Prozent der Stimmen. Im Juli 2019 gab Schilling bekannt, sich für die Wahl zum Repräsentantenhaus 2020 im 2. Kongresswahlbezirk Iowas in der Vorwahl der Republikaner zu bewerben. Dieser Wahlkreis schließt direkt westlich an seinen früheren an (siehe Quad Cities). Schilling war 2017 nach Iowa gezogen und kündigte 2019 an, in Davenport eine Pizzeria zu eröffnen. Schilling unterlag jedoch in den parteiinternen Vorwahlen der späteren Wahlsiegerin Mariannette Miller-Meeks.